# Sankt Peter in der Au
Sankt Peter in der Au è un comune austriaco di 5 099 abitanti nel distretto di Amstetten, in Bassa Austria; ha lo status di comune mercato (Marktgemeinde).